# Achille Van Acker

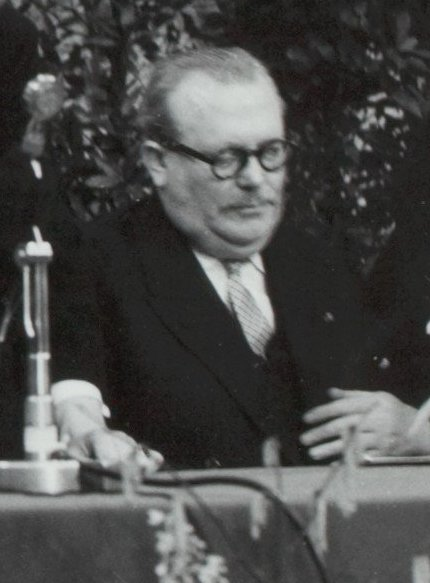
Achille Van Acker, 1958

Achille Honoré Van Acker anhörenⓘ (* 8. April 1898 in Brügge; † 10. Juli 1975 ebenda) war ein belgischer sozialistischer Politiker und Premierminister.

## Leben

### Familie, Aufstieg zum Minister und Zweiter Weltkrieg
Van Acker wuchs in einer einfachen Arbeiterfamilie mit elf Geschwistern auf. Bereits als Sechsjähriger musste er seinem Vater beim Korbflechten helfen. Nachdem er bereits als Zehnjähriger die Schule verlassen musste, besuchte er später die Abendschule. 1929 trat er der Freimaurerloge “La Flandre” in Brugge bei.
Bereits in jungen Jahren kam er in Kontakt mit der sozialistischen Arbeiterbewegung und trat bald darauf der Partei der Werktätigen (BWP) bei, die sich 1945 in Sozialistische Partei (PSB) umbenannte. 1926 wurde er als Vertreter der BWP in den Gemeinderat von Brugge gewählt und bereits im November 1927 zum Mitglied der Abgeordnetenkammer. Zeitweise war er auch Bürgermeister von Brügge.
Nach dem Einmarsch der Wehrmacht in Belgien 1940 nahm er ab 1941 zunehmend Aufgaben zur Reorganisation der von ihrem Vorsitzenden Hendrik de Man aufgelösten BWP wahr. Zusammen mit dem späteren Bürgermeister von Gent und Minister Edward Anseele jr. und anderen gründete er illegale Parteibüros in Flandern sowie ab März 1942 auch in Brüssel und Wallonien.
Nach der Rückkehr der Exilregierung von Premierminister Hubert Pierlot am 8. September 1944 wurde Van Acker Minister für Arbeit und soziale Vorsorge. Auf dem Parteikongress im Juni 1945 war er einer der Mitbegründer der PSB.

### Dreimaliger Premierminister und Parlamentspräsident
Nach dem Ende des Zweiten Weltkrieges schlug Van Acker eine eindrucksvolle politische Laufbahn ein, in der er dreimal Premierminister sowie später langjähriger Parlamentspräsident wurde.
Am 12. Februar 1945 wurde er als Nachfolger von Pierlot erstmals Premierminister und bildete bis zum 13. März 1946 zwei Regierungen mit unterschiedlichen Besetzungen. In dieser Zeit war er zugleich Minister für Steinkohle (1945–1946). Nach einer nur 18-tägigen Interimsregierung von Premierminister Paul-Henri Spaak wurde er bereits am 31. März 1946 wieder Premierminister. In seinem bis zum 3. August 1946 amtierenden Kabinett war er wiederum Minister für Steinkohle sowie zugleich Minister für Arbeit und soziale Vorsorge mit besonderer Verantwortung für die Koordination der Wirtschaftspolitik. Wegen seiner Kohlepolitik wurde ihm der Spitzname „Achille-Charbon“ (Kohle-Achille) verliehen. Wie bereits seine Vorgängerregierung musste Van Acker auch diesmal wegen der ungeklärten „Königsfrage“ um König Leopold III. zurücktreten.
Im dritten Kabinett von Spaak war er vom 20. März 1947 bis zum 11. August 1949 Verkehrsminister.
Am 23. April 1954 wurde er als Nachfolger von Jean Van Houtte zum dritten Mal zum Premierminister gewählt. In diesem Amt verblieb er bis zu seiner Ablösung durch Gaston Eyskens am 26. Juni 1958. Während dieser Regierungszeit wurden in Zusammenarbeit mit dem damaligen Minister für Volksgesundheit und Familien Edmond Leburton mehrere Sozialgesetze erlassen. Van Acker ging danach als „Vater der sozialen Sicherheit“ in die belgische Geschichte ein.
Am 23. Dezember 1958 wurde ihm der Ehrentitel eines “Staatsministers” verliehen. Am 27. April 1961 wurde er zum Präsidenten der Abgeordnetenkammer gewählt. In diesem Amt blieb er bis zum 10. März 1974. Auch in diesem Amt setzte sich Van Acker für die Einheit Belgiens und dem Schutz der Rentner und Arbeiter ein.

## Auszeichnungen
- 1956: Großkreuz des Bundesverdienstkreuzes
- 1970: Großes Goldenes Ehrenzeichen für Verdienste um die Republik Österreich[1]

## Hintergrundliteratur
- Regierungserklärung vom 14. Februar 1945 (Memento vom 18. November 2004 im Internet Archive)
- “Leopold III.: Traitor or Patriot?”, Artikel in The Nation vom 4. August 1945 (Memento vom 14. August 2007 im Internet Archive)
- “Achille’s Heel”, Artikel im Time-Magazine vom 22. Juli 1946
- Regierungserklärung vom 4. Mai 1954 (Memento vom 2. November 2004 im Internet Archive)